# Vydubyči (stanice metra v Kyjevě)
Vydubyči (ukrajinsky Видубичі, rusky Выдубичи, Vydubiči) je stanice kyjevského metra na Syrecko-Pečerské lince na severozápadním okraji čtvrti Nyžňa Telyčka jižně od Starého Kyjeva. Stanice byla otevřena v rámci druhého úseku linky Syrecko-Pečerska dne 30. prosince 1991.
V roce 2014 stanice Vydubyči denně obsloužila 33 000 cestujících a nachází se na severozápadním okraji čtvrti Nyžňa Telyčka pod dopravním uzlem Vydubyči a křižovatkami ulic Naddniprjanske šose, Stolyčne šose, Saporno-Slobidska a Pivděnnyj most. Na autobusové nádraží Vydubyči a železniční zastávku Kyjiv-Vydubyči ústí jeden východ a ostatní tři východy ustí do průmyslové čtvrti Nyžňa Telyčka.

## Konstrukce stanice
První zmínka stanice je v mapě z roku 1974, tahle mapa zobrazovala plánované stanice třetí linky, na ní se objevil název Pravoberežnaja a byla plánovaná jako konečná stanice linky. Ve finálních plánech linky v roce 1981 se již počítalo s názvem Naddniprajnska. Před otevřením stanice se rozhodlo stanici přejmenovat na Vydubyči. Již od počátku se počítalo s hloubenou mělkou stanici podepíranou dvěma řadami sloupů, jelikož stanice se nachází v nížině nedaleko řeky Dněpr, kdy její následníci se nacházely na kopci nad řekou Dněpr.
Stavba druhého úseku linky Syrecko-Pečerska, třetí linky kyjevského metra, byla zahájena v 80. letech 20. století. Druhý úsek byl rozdělen do dvou etap, kdy první etapa se stanicemi Pečerska a Družby narodiv (dnešní Zvirynecka) měla být otevřena v roce 1990 a druhá etapa se stanicí Vydubyči se měla otevřít o dva roky později, kvůli předčasné výstavbě Jižního mostu a stanice Slavutyč, se rozhodlo o přeskočení otevření stanice Pečerska a otevřít druhý úsek bez stanice v roce 1991.
Druhý úsek linky byl oficiálně otevřen 30. prosince 1991 a sestával ze dvou stanic a to Družby narodiv (dnešní Zvirynecka) a Vydubyči.
Stanice jeden rok sloužila jako jižní konečná stanice linky. Pokračující výstavba prodloužila trať na jih do stanic Slavutyč a Osokorky, záměrem, ale měla být otevřená i třetí stanice, a to Telyčka, ta ale není dokončena kvůli údajné malé poptávce a nedokončení dané stanice včas.

## Charakteristika
Z technického hlediska byla stanice postavena jako hloubená, mělce založená stanice, podepíraná dvěma řadami sloupů v přibližné hloubce 8 metrů. Jde o stanici ve tvaru kvádru, která je uprostřed podepíraná dvěma řadami sloupů. Stanice obsahuje dva vestibuly, do prvního severního vestibulu ústí jeden východ z autobusového nádraží Vydubyči a z železniční zastávky Kyjiv-Vydubyči, do druhého jižního vestibulu ústí tři východy z průmyslové čtvrti Nyžňa Telyčka. Vestibuly jsou s nástupištěm spojeny schodištěm.
Vzhled stanice je méně výrazný a spíše odráží tehdejší trendy v sovětských typech metra. Pilíře ve tvaru kvádru jsou obloženy bílým mramorem a podlaha červenou žulou. Kolejová zeď je obložena mramorem a je na ni připevněno 8 panelů ve tvaru kosočtverce, které v sobě mají abstraktní vyobrazení ptáků a postav a také dva obdélníkové tvary obložené mramorem, které uprostřed také mají připevněné kosočtvercové panely s abstraktním vyobrazením postav. Nápis názvu stanice na kolejové zdi je proveden ve trojrozměrném starověkém ruském stylu písma. Strop stanice je obložen plochými kovovými prvky a ve středu nástupiště je hlavní osvětlení zapuštěno do eloxovaných hliníkovů ve tvaru pyramid.
Při sestupu z vestibulů se nad schodištěm nachází velká abstraktní mozaika a na okrajích schodiště se také nachází kosočtvercové panely s abstraktním vyobrazením postav.

## Název
Plánované názvy stanice byli Pravoberežna, Naddniprjanska, Naddniprjanske šose (rusky Pravoberežnaja, Naddněprjanskaja, Naddněprjanskoje šosse). Dnešní název, Vydubyči pochází od staré kyjevské čtvrti, která se ale nachází o kilometr severně od stanice a samostatná stanice se nachází na území zvané Telyčka.